# Южноиндонезийска плюеща кобра
Южноиндонезийската плюеща кобра (Naja sputatrix) е вид влечуго от семейство Аспидови (Elapidae).

## Разпространение
Видът е разпространен в Индонезия (Бали, Малки Зондски острови и Ява).